# Пепелянка
Пепелянката (Vipera ammodytes) е вид змия от семейство Отровници (Viperidae), разпространена на Балканите и в част от Близкия изток. Тя се смята за една от опасните европейски змии, заради дългите си зъби (до 13 mm) и сравнително силната отрова.

## Описание
Пепелянката достига дължина до 50 – 70 cm, изключително рядко над 100 cm. Максималната дължина на женските е по-малка, отколкото на мъжките, макар че средният им размер е по-голям. Максималният размер зависи и от подвида, като северните форми са по-едри от южните.
Главата е с триъгълна форма и е покрита с малки неравномерно разположени люспи. На върха на предносните щитчета има специфичен израстък („рогче“), по което много лесно се разпознава. То се състои от 9 – 17 люспи, подредени в 2, рядко 3 или 4, напречни реда. Рогчето достига дължина около 5 mm и е меко и гъвкаво. При южните подвидове то стои изправено, докато при V. a. ammodytes е наклонено напред. Макар и много рядко, се срещат и безроги пепелянки. Опашката е много къса и завършва рязко, като последните 4 – 5 cm имат от кадмиево жълт до сигнално зелен цвят.
На цвят е бежово, до светлокафява („пепелява“, откъдето идва името ѝ) с тъмна зигзаговидна ивица по гърба. Езикът обикновено е черен, а ирисът – със златист или медночервеникав цвят. Мъжките имат специфично петно или V-образен белег в задната част на главата, което често се свързва с ивицата на гърба. Женските са с подобен цвят, но с по-слабо контрастни шарки, като обикновено при тях липсва V-образният белег.

## Разпространение и местообитания
Пепелянката е разпространена в Североизточна Италия, Западна Унгария, Южна Словакия, Балканския полуостров, югозападните части на Карпатите, Турция, Грузия и Сирия. Някои източници включват в ареала ѝ и Южна Австрия.
Пепелянката се среща в цяла България до 1450 m надморска височина. Изключение правят някои високи полета в западната част на страната, макар че присъства по съседните планински склонове. Разпространени са два подвида – V. a. ammodytes в Северозападна България и V. a. meridionalis в останалата част на страната. Първият е с оранжево оцветяване на долната повърхност на върха на опашката, а вторият – със светлозелено до жълтеникаво-зелено. Последните изследвания показват, че в България не се среща подвидът V. a. montadonii, за който по-рано се е смятало, че също обитава територията на страната.
Пепелянката предпочита открити, каменисти, припечни места, обрасли с висока тревиста растителност, папрати, храсталаци и обикновено с достатъчно подземни дупки за укрития.

## Поведение
Пепелянката е активна предимно през деня, в низините и при топло време – също и нощем. Храни се главно с дребни бозайници и птици, по-младите екземпляри – с гущери. Понякога яде и змии, включително други пепелянки. Прекарва 2 до 6 месеца в зимен сън.
Пепелянката е като цяло летаргична и не особено агресивна, като рядко хапе без значително дразнение (неволно настъпване, опит за улавяне). Когато е изненадана, може да реагира по различни начини – да остане неподвижна, да изсъска и да избяга или незабавно да се опита да хапе.
Пепелянката не снася яйца, а е живораждаща. Копулация се наблюдава между април и началото на юни, а малките се раждат през август-октомври. Те са от 1 до 12, най-често 4 – 8 на брой, като при раждането дължината им е 14 – 24 cm.

## Отрова
В миналото, когато много хора са ходели боси, смъртните случаи след ухапване са били относително чести. Българската популация на пепелянката се смята за не особено отровна. Отстъпва вероятно единствено на усойницата по токсичност, но обикновено инжектира по-голямо количество отрова. Дори без противоотрова обаче симптомите обикновено не са тежки и отшумяват за ден-два, може да представлява опасност за деца или възрастни с влошено здраве.
Отровата на пепелянките е сравнително токсична, но се променя с времето и при различните популации. Тя има както протеолитични, така и невротоксични компоненти, като съдържа и хемотоксини с кръвосъсирващи свойства, подобни и също толкова силни, колкото тези в отровата на гърмящите змии. Основните биокомпоненти са „кротоксин“ – тази отрова, сравнително слаба, се отделя и от последните вътрешни зъби на смоците – и „фосфолипаза А“-нетоксично биосъединение, което комплектувано с кротоксина дава сравнително силна отрова. Симптомите при ухапване могат да настъпят незабавно – болка, подуване и обезцветяване, понякога замайване и изтръпване. Хората, както и мишките и птиците, реагират бързо на отровата на пепелянката. Гущерите са по-слабо засегнати, а земноводните дори могат да оцелеят след ухапване. Някои змии, като медянките и водните змии, изглежда са нечувствителни към нея.
Отровата на пепелянката се използва за производството на противоотрова за ухапвания от други европейски отровни змии, като тя се отглежда за тази цел.

## Подвидове
Пепелянката е описана първоначално от Карл Линей в „Systema Naturae“ през 1758. В началото на XX век Жорж Албер Буланже описва няколко подвида, които и до днес са широко признати. Въпреки това има много алтернативни таксономии. В литературата се споменава подвидът V. a. ruffoi (Bruno, 1968),, срещащ се в италианските Алпи. Много автори смятат ruffoi и gregorwalineri за синоними на V. a. ammodytes, а transcaucasiana за отделен вид.
| V. a. ammodytes       | (Linnaeus, 1758) | Австрия (Щирия, Каринтия), Северна Италия, Словения, Хърватия, Босна и Херцеговина, Северна Македония, Албания, Югозападна Румъния, Северозападна България |
| V. a. meridionalis    | Boulenger, 1903  | България, Гърция, Източна Тракия |
| V. a. montandoni      | Boulenger, 1904  | Южна Румъния |
| V. a. transcaucasiana | Boulenger, 1913  | Грузия, Северна Турция |

## Други
- Пепелянката е защитена с Приложение II на Бернската конвенция.[9]